# Kaouar
Kaouar är en grupp oaser i Sahara, Niger, 580 kilometer norr om Tchadsjön.
Kaouar ligger i en 80 kilometer lång dal, 300-450 meter över havet. Den viktigaste oasen är Bilma.